# 강준 (가수)
강준(1994년 4월 21일~)은 대한민국의 남자 아이돌 그룹 《씨클라운》의 이전 구성원 출신이자, 전라남도의 목포시의 용해동에서 태어난 가수이고, 앨범 프로듀서 겸 레코드 재킷 디자이너·작사가·미술가·방송인이다.

## 주요 경력
- 아이돌 보이 그룹 《'씨클라운'》의 멤버(2012년 7월 19일~2015년 10월 5일)로 활약했다.

## 학력
- 광주교육대학교 목포부설초등학교 (졸업)
- 목포영화중학교 (졸업)
- 전남예술고등학교 미술학과 (자퇴)
- 고등학교 졸업 학력 검정고시 (합격)